# 177 a.C.

## Eventos
- Caio Cláudio Pulcro e Tibério Semprônio Graco, cônsules romanos.
- Continua guerra dos romanos na Ligúria, parte da Gália Cisalpina.
- Começa a guerra dos romanos na Ístria, sob o comando de Caio Cláudio Pulcro.